# 카우카과

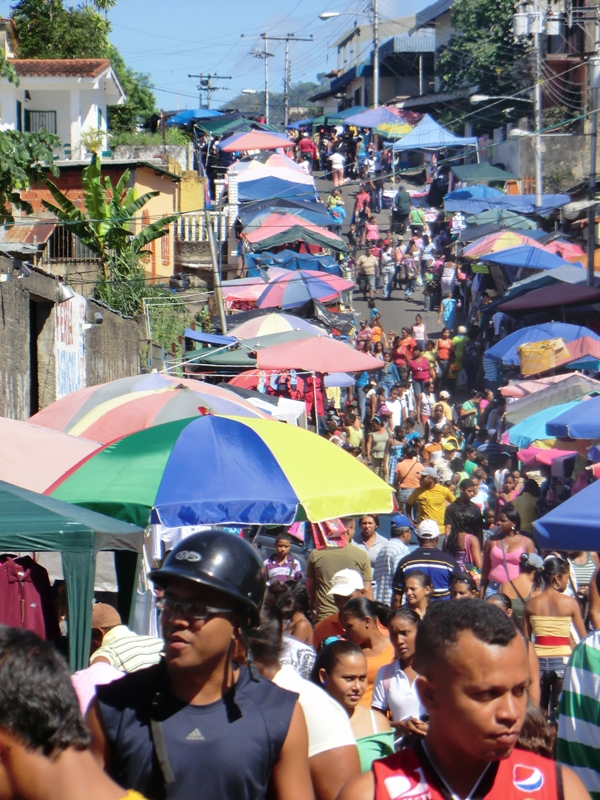
카우카과의 시장

카우카과(스페인어: Caucagua)는 베네수엘라 미란다주의 도시로 아세베도 시의 행정 중심지이며 높이는 280m, 인구는 35,000명(2001년 기준)이다. 베네수엘라의 수도인 카라카스의 동쪽에 위치한다.